# Coleraine FC
Coleraine FC este un club de fotbal din Coleraine, Irlanda de Nord.

## Palmares
- Irish League: 1
  - 1973/74
- Cupa Irlandei: 5
  - 1964/65, 1971/72, 1974/75, 1976/77, 2002/03
- Cupa Irish League: 1
  - 1987/88
- City Cup: 2
  - 1953/54, 1968/69
- Gold Cup: 4
  - 1932, 1958, 1969, 1975
- Cupa Ulster: 7
  - 1965/66, 1968/69, 1969/70, 1972/73, 1975/76, 1985/86, 1996/1997
- Cupa Top Four
  - 1968/69
- Irish League First Division: 1
  - 1995/96
- Cupa Blaxnit: 2
  - 1968/69, 1969/70
- Cupa Irish News: 1
  - 1995/96
- Cupa North West Senior: 19
  - 1952/53†, 1954/55, 1955/56, 1957/58, 1958/59, 1960/61, 1964/65, 1967/68, 1980/81, 1981/82, 1982/83, 1987/88, 1988/89, 1991/92, 1994/95, 2001/02, 2004/05, 2007/08, 2009/10

## Lotul sezonului 2009-2010
| Nr. |                   | Poziție | Jucător              |
| --- | ----------------- | ------- | -------------------- |
| 1   | Irlanda de Nord   | P       | Davy O'Hare          |
| 2   | Irlanda de Nord   | F       | Howard Beverland     |
| 4   | Irlanda de Nord   | M       | Micheal Hegarty      |
| 5   | Irlanda de Nord   | F       | Kyle McVey           |
| 6   | Irlanda de Nord   | F       | Paddy McLaughlin     |
| 7   | Irlanda de Nord   | M       | Darren Boyce         |
| 8   | Irlanda de Nord   | A       | Rory Patterson       |
| 9   | Irlanda de Nord   | A       | Jody Tolan (captain) |
| 10  | Irlanda de Nord   | M       | Tommy McCallion      |
| 11  | Irlanda de Nord   | M       | Stephen Carson       |
| 14  | Irlanda de Nord   | M       | John Watt            |
| 15  | Republica Irlanda | F       | Marc Mukendi         |

| Nr. |                   | Poziție | Jucător            |
| --- | ----------------- | ------- | ------------------ |
| 16  | Irlanda de Nord   | M       | Gareth Tommins     |
| 17  | Republica Irlanda | M       | Gareth Harkin      |
| 18  | Irlanda de Nord   | F       | John Neill         |
| 19  | Irlanda de Nord   | A       | Richard Gibson     |
| 20  | Irlanda de Nord   | P       | Laurence McCormick |
| 21  | Irlanda de Nord   | F       | Aaron Canning      |
| 22  | Irlanda de Nord   | M       | Stephen Dooley     |
| 23  | Irlanda de Nord   | F       | James Peden        |
| 25  | Irlanda de Nord   | M       | Stephen Lowry      |
| 26  | Irlanda de Nord   | A       | Sam Morrow         |

## Jucători importanți
| - Jimmy Kelly - Clancy McDermott - Willie McFaul - Bertie Peacock - Harry Gregg | - Felix Healy - Allan Hunter - Steve Lomas - Gareth McAuley - William Fernie | - Michael O'Neill - Jim Platt - Fay Coyle - Bryce Moon - Mark McWalter - Victor Hunter |